# Hobelmeißel
Der Hobelmeißel ist ein Werkzeug, das in der spanabhebenden (Metall-)Bearbeitung eingesetzt wird.
In der Metallbearbeitung wird der Hobelmeißel zum Hobeln eingesetzt. Er hat starke Ähnlichkeit mit dem Drehmeißel. Stoßmeißel sind nahezu baugleich, weil die Zerspanungsart beim Hobeln und Stoßen identisch ist.
In der Bergbautechnik kommen Hobelmeißel (Kohlenhobel) und Schrämmeißel (Schrämmaschine) bei der Gewinnung von beispielsweise Kohle und Salz zur Anwendung.
Die Schneidwerkzeuge beim Hobeln von Holz heißen Hobeleisen oder (bei Maschinen) Hobelmesser.
Beim Gemüsehobel nennt man sie Klinge.

## Normen
DIN 770-1 Schaftquerschnitte für Dreh- und Hobelmeißel, gewalzte und geschmiedete Schäfte
DIN 770-2 Schaftquerschnitte für Dreh- und Hobelmeißel, allseitig bearbeitete Schäfte ohne besondere Anforderungen an die Genauigkeit
DIN 771 Schneidplatten aus Schnellarbeitsstahl, für Dreh- und Hobelmeißel